# Nowa Gwinea Niemiecka
Nowa Gwinea Niemiecka (niem. Deutsch-Neuguinea) – niemiecki protektorat istniejący w latach 1884–1914, który obejmował północno-wschodnią część wyspy Nowa Gwinea oraz szereg mniejszych wysp Oceanu Spokojnego. Zajmowała łączną powierzchnię 242 476 km², a zamieszkiwało ją 478 800 osób (1912).
Nowa Gwinea Niemiecka obejmowała następujące terytoria:
- Ziemia Cesarza Wilhelma – północno-wschodnia część Nowej Gwinei,
- Archipelag Bismarcka,
- Niemieckie Wyspy Salomona – wyspy Buka i Bougainville oraz do 1900 r. Choiseul, Santa Isabel, Shortland, Ontong Java[1]
- Karoliny,
- Palau,
- Mariany (bez Guamu),
- Wyspy Marshalla,
- Nauru.

## Historia
Pomimo że zachodnia część Nowej Gwinei już od dłuższego czasu znajdowała się pod kontrolą holenderską, to wschodnia część wyspy pozostawała poza polem zainteresowania europejskich potęg aż do lat 80. XIX wieku. W 1883 brytyjska kolonia Queensland (Australia) zajęła, wbrew opinii rządu w Londynie, południowo-wschodnią część Nowej Gwinei. To spowodowało zainteresowanie Niemiec pozostałą częścią wyspy. 3 listopada 1884 nowo powołana Kompania Nowogwinejska (Neuguinea-Kompagnie) zajęła Ziemię Cesarza Wilhelma, Archipelag Bismarcka i Niemieckie Wyspy Salomona.
Piętnaście lat później, 1 kwietnia 1899, niemiecki rząd oficjalnie przejął kontrolę nad tymi ziemiami, ustanawiając nad nimi swój protektorat. 30 lipca tego samego roku Niemcy podpisały traktat z Hiszpanią, na mocy którego przejęły kontrolę nad kilkoma kolejnymi archipelagami na Pacyfiku. W 1906 jako ostatnie do Nowej Gwinei Niemieckiej zostały włączone Wyspy Marshalla.
Po wybuchu I wojny światowej wojska australijskie zajęły niemiecką część Nowej Gwinei oraz pobliskie wyspy. Niemieckie wyspy na Pacyfiku zajęte zostały przez Japończyków. Na mocy ustaleń traktatu wersalskiego z 1919 Niemcy utraciły wszystkie swoje posiadłości kolonialne. Ziemia Cesarza Wilhelma i pobliskie wyspy otrzymały status terytorium mandatowego pod administracją australijską (Nowa Gwinea Australijska), w 1949 połączona została z położonym bardziej na południe terytorium Papui. Obecnie stanowią niepodległe państwo Papua-Nowa Gwinea. Pozostała część Nowej Gwinei Niemieckiej, a mianowicie wyspy na Pacyfiku, były aż do II wojny światowej japońskim terytorium mandatowym. Po 1945 administrację nad nimi przejęły Stany Zjednoczone. Obecnie tworzą one niepodległe państwa stowarzyszone z USA: Palau, Federacja Mikronezji i Wyspy Marshalla. Również Mariany Północne są stowarzyszone ze Stanami Zjednoczonymi bez formalnej proklamacji niepodlełgości.

## Gubernatorzy
- 1885–1887 Gustav von Oertzen (Kommisarz)
- 1886–1888 Georg von Schleinitz
- 1888–1889 Reinhold Kraetke
- 1889–1892 Fritz Rose (Kommisarz)
- 1892–1895 Georg Schmiele
- 1895–1896 Hugo Rüdiger
- 1896–1897 Curt von Hagen
- 1897–1899 Hugo Skopnik
- 1899–1902 Rudolf von Bennigsen
- 1902–1914 Albert Hahl
- 1914–1920 Eduard Haber